# Spanyol női vízilabda-válogatott
Az spanyol női vízilabda-válogatott Spanyolország nemzeti csapata, amelyet az Spanyol Királyi Úszó-szövetség (spanyolul: Real Federación Española de Natación) irányít.

## Eredmények

### Olimpiai játékok
- 2000 – Nem jutott ki
- 2004 – Nem vett részt
- 2008 – Nem jutott ki
- 2012 –  Ezüst
- 2016 – 5. hely
- 2020 –  Ezüst
- 2024 –  Arany

### Világbajnokság
- 1998 – 9. hely
- 2001 – Nem vett részt
- 2003 – 8. hely
- 2005 – 11. hely
- 2007 – 7. hely
- 2009 – 8. hely
- 2011 – 11. hely
- 2013 –  Arany
- 2015 – 7. hely
- 2017 –  Ezüst
- 2019 –  Ezüst
- 2022 – 5.
- 2023 –  Ezüst
- 2024 –  Bronz
- 2025 –  Bronz

### Európa-bajnokság
- 1993 – 9. hely
- 1995 – 9. hely
- 1997 – 4. hely
- 1999 – 6. hely
- 2001 – 6. hely
- 2003 – 6. hely
- 2006 – 4. hely
- 2008 –  Ezüst
- 2010 – 6. hely
- 2012 – 5. hely
- 2014 –  Arany
- 2016 – 4. hely
- 2018 –  Bronz
- 2020 –  Arany
- 2022 –  Arany